# Symbiocladius aurifodinae
Symbiocladius aurifodinae är en tvåvingeart som beskrevs av Hynes 1976. Symbiocladius aurifodinae ingår i släktet Symbiocladius och familjen fjädermyggor. Inga underarter finns listade i Catalogue of Life.